# Отрезок

Отрезок AB (выделен красным)

Отре́зком называются два близких понятия: в геометрии и математическом анализе.

## Отрезок в геометрии
В евклидовом пространстве отрезок прямой — часть прямой, ограниченная двумя точками. Точнее: это множество, состоящее из двух различных точек данной прямой (которые называются концами отрезка) и всех точек, лежащих между ними (которые называются его внутренними точками). Отрезок, концами которого являются точки {\displaystyle A} и {\displaystyle B}, обозначается символом {\displaystyle AB}. Расстояние между концами отрезка называют его длиной и обозначают {\displaystyle AB} или {\displaystyle |AB|}.

### Направленный отрезок
Обычно у отрезка прямой неважно, в каком порядке рассматриваются его концы: то есть отрезки {\displaystyle AB} и {\displaystyle BA} представляют собой один и тот же отрезок. Если у отрезка определить направление, то есть порядок перечисления его концов, то такой отрезок называется направленным отрезком или закреплённым вектором. Например, направленные отрезки {\displaystyle AB} и {\displaystyle BA} не совпадают. Отдельного обозначения для направленных отрезков нет — то, что у отрезка важно его направление, обычно указывается особо.
Это приводит к понятию свободного вектора — класса всех возможных векторов, отличающихся друг от друга только параллельным переносом, которые принимаются равными.

## Отрезок числовой прямой
Отрезок числовой (координатной) прямой (иначе числовой отрезок, сегмент) — множество вещественных чисел {\displaystyle \{x\}}, удовлетворяющих неравенству {\displaystyle a\leq x\leq b}, где заранее заданные вещественные числа {\displaystyle a} и {\displaystyle b} {\displaystyle (a<b)} называются концами (граничными точками) отрезка. В противоположность им, остальные числа {\displaystyle x}, удовлетворяющие неравенству {\displaystyle a<x<b}, называются внутренними точками отрезка.
Отрезок обычно обозначается {\displaystyle [a,b]}:
{\displaystyle [a,b]=\{x\in \mathbb {R} \mid a\leq x\leq b\}}.
Любой отрезок, по определению, заведомо включён в множество вещественных чисел. Отрезок является замкнутым промежутком.
Число {\displaystyle |a-b|=b-a} называется длиной числового отрезка {\displaystyle [a,b]}.

### Стягивающаяся система сегментов
Система сегментов — это бесконечная последовательность элементов множества отрезков на числовой прямой {\displaystyle \{[a,b]|a,b\in \mathbb {R} \land a<b\}}.
Система сегментов обозначается {\displaystyle \{[a_{n},b_{n}]\}_{n=1}^{\infty }}. Подразумевается, что каждому натуральному числу {\displaystyle n} поставлен в соответствие отрезок {\displaystyle [a_{n},b_{n}]}.
Система сегментов {\displaystyle \{[a_{n},b_{n}]\}_{n=1}^{\infty }} называется стягивающейся, если
- каждый следующий отрезок содержится в предыдущем;
{\displaystyle \forall n\in \mathbb {N} \colon [a_{n+1},b_{n+1}]\subseteq [a_{n},b_{n}]}
- соответствующая последовательность длин отрезков бесконечно мала.
{\displaystyle \lim _{n\to \infty }(b_{n}-a_{n})=0}

У любой стягивающейся системы сегментов существует единственная точка, принадлежащая всем сегментам этой системы.
{\displaystyle \forall \{[a_{n},b_{n}]\}_{n=1}^{\infty }~\exists !c\in \mathbb {R} ~\forall n\in N\colon c\in [a_{n},b_{n}]}
Этот факт следует из свойств монотонной ограниченной последовательности.

### Неперекрывающиеся отрезки
Два отрезка называются неперекрывающимися, если они пересекаются не более чем по одной точке.
Множество отрезков, в котором любые два отрезка не перекрываются, называется системой неперекрывающихся отрезков.
Конечная система неперекрывающихся отрезков, каждый из которых включается в отрезок {\displaystyle [a;b]}, называется подразбиением отрезка {\displaystyle [a;b]}.
Подразбиение отрезка {\displaystyle [a;b]} такое, что его объединение даёт весь отрезок {\displaystyle [a;b]}, называется разбиением отрезка {\displaystyle [a;b]}.